# Sources et émergences du Blagour de Souillac
 (juillet 2025).
Les sources et émergences du Blagour de Souillac sont situées sur le territoire de la commune de Lachapelle-Auzac, dans le Quercy (Lot, Occitanie, France).

## Situation
Les sources et émergences du Blagour se trouve à 4 km au nord de Souillac. Elles sont accessibles par la route de Borrèze D15, puis à droite à la sortie du bourg de Lachapelle-Auzac, par la petite route qui passe sous l'extrémité nord du viaduc de Lamothe (ligne de chemin de fer Paris-Toulouse), le long du stade de foot, puis remonte la vallée du Blagour sur 2 km jusqu'à  la pisciculture.